# Sphecodes luteiventris
Sphecodes luteiventris är en biart som beskrevs av Heinrich Friese 1925. Sphecodes luteiventris ingår i släktet blodbin, och familjen vägbin. Inga underarter finns listade i Catalogue of Life.